# Materialflusstechnik
Die Materialflusstechnik ist ein Teilgebiet des Maschinenbaus, es handelt sich dabei um die Lehre von der Konstruktion, Planung und Produktion von Anlagen zum Befördern von Gütern.
Die Lehre beschäftigt sich sowohl mit den Fördergütern selbst, als auch mit den Fördermitteln, unterteilt in Unstetigförderer (z. B. Kräne, Flurförderzeuge) und Stetigförderer (z. B. Bandförderer, Schneckenförderer, Rutschen und Fallrohre) und der Lagerung der Fördergüter.
Wichtige Kennwerte für Materialflusssysteme werden mit den Methoden der Materialflussrechnung berechnet.